# 玉生村
玉生村（たまにゅうむら）は栃木県の北部、塩谷郡に属していた村である。

## 地理
- 河川：荒川

## 歴史
- 1889年（明治22年）4月1日 町村制施行により、玉生村、飯岡村、芦場新田、道下村、原荻目村、金枝村、熊之木村、喜佐見村、東房村、下寺島村、上寺島村、鳥羽新田が合併し塩谷郡玉生村が成立する。
- 1957年（昭和32年）3月31日 船生村、大宮村と合併し塩谷村となる。

## 交通

### 鉄道
- 東武鉄道
  - 矢板線：芦場駅 - 玉生駅 - 柄堀駅